# Abi Oyepitan
Abi Oyepitan (ur. 30 grudnia 1979) – brytyjska lekkoatletka specjalizująca się w biegach sprinterskich.
Duże sukcesy odniosła w 2001 roku kiedy zdobyła podczas młodzieżowych mistrzostw Europy złoto w sztafecie 4 × 100 metrów i srebro w biegu na 100 metrów, wygrała sprint na uniwersjadzie oraz wraz z koleżankami była szósta w biegu rozstawnym na mistrzostwach świata w Edmonton. W kolejnym sezonie w sztafecie zdobyła brąz igrzysk Wspólnoty Narodów oraz była finalistką mistrzostw Europy w biegu na 100 metrów. Siódma zawodniczka igrzysk olimpijskich w Atenach w biegu na 200 metrów (na 100 odpadła w półfinale). Złota (w sztafecie 4 × 100 metrów) i srebrna (w biegu na 200 metrów) medalistka igrzysk Wspólnoty Narodów z 2010. Dotarła do półfinału biegu na 200 m podczas igrzysk olimpijskich w Londynie (2012).
Uczestniczka meczów międzypaństwowych, pucharu Europy i drużynowych mistrzostw Europy oraz medalistka mistrzostw Wielkiej Brytanii.
Rekordy życiowe: bieg na 100 metrów – 11,17 (25 lipca 2004, Birmingham); bieg na 200 metrów – 22,50 (23 sierpnia 2004, Ateny).